# Chi Cỏ roi ngựa
Chi Cỏ roi ngựa (danh pháp khoa học: Verbena) là một chi của khoảng 250 loài cây một năm và lâu năm có thân thảo thuộc về họ cỏ Roi ngựa (Verbenaceae). Phần lớn các loài có nguồn gốc ở khu vực Tân Thế giới từ Canada kéo dài về phía nam tới miền nam Chile, nhưng có một vài loài có nguồn gốc ở khu vực Cựu Thế giới, chủ yếu ở châu Âu (V. officinalis, V. supina).
Thông thường lá của chúng mọc đối, là loại lá đơn, và ở nhiều loài có lông tơ, thường là dày dặc. Hoa nhỏ, có màu trắng, hồng, tía hay lam, với 5 cánh hoa, và mọc thành cụm dày dặc.
Một số loài
| - Verbena alata - Verbena bonariensis - Verbena bracteata - Verbena brasiliensis - Verbena canadensis - Verbena carolina - Verbena corymbosa - Verbena elegans - Verbena gracilis - Verbena hastata | - Verbena hispida - Verbena incisa - Verbena laciniata - Verbena lasiostachys - Verbena macdougallii - Verbena menthifolia - Verbena officinalis - Verbena peruviana - Verbena phlogiflora - Verbena rigida | - Verbena robusta - Verbena runyonii - Verbena simplex - Verbena stricta - Verbena supina - Verbena tenera - Verbena tenuisecta - Verbena teucroides - Verbena urticifolia - Verbena xutha |

### Sử dụng và huyền thoại
Cỏ roi ngựa được cho là có tính chất làm tăng tiết sữa. Huyền thoại dân gian còn cho rằng cây cỏ roi ngựa thông thường (V. officinalis) đã được dùng để cầm máu tại các vết thương cho Giê-su sau khi ông được đưa ra khỏi thánh giá.

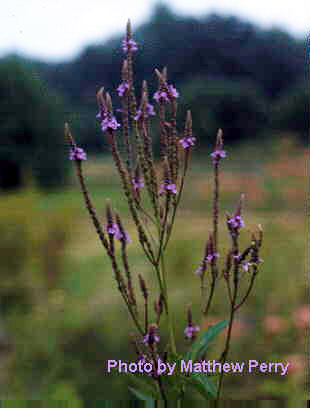
Cỏ roi ngựa hoa tím Verbena hastata

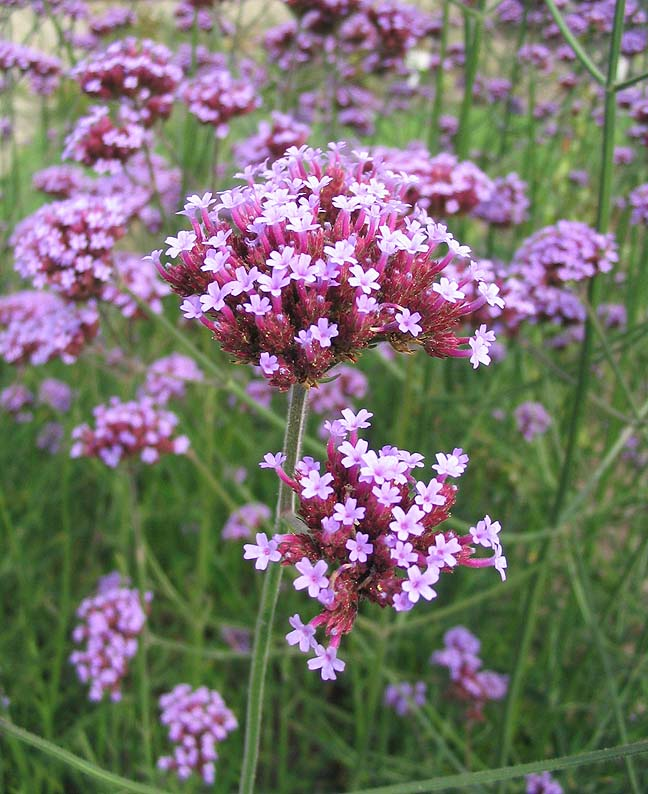
Verbena bonariensis

## Hình ảnh

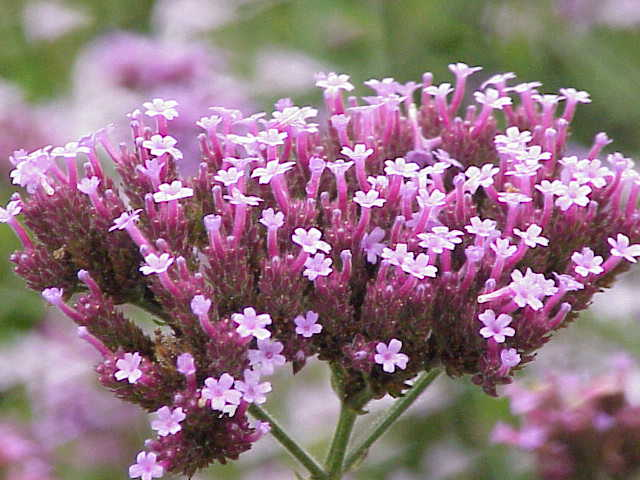
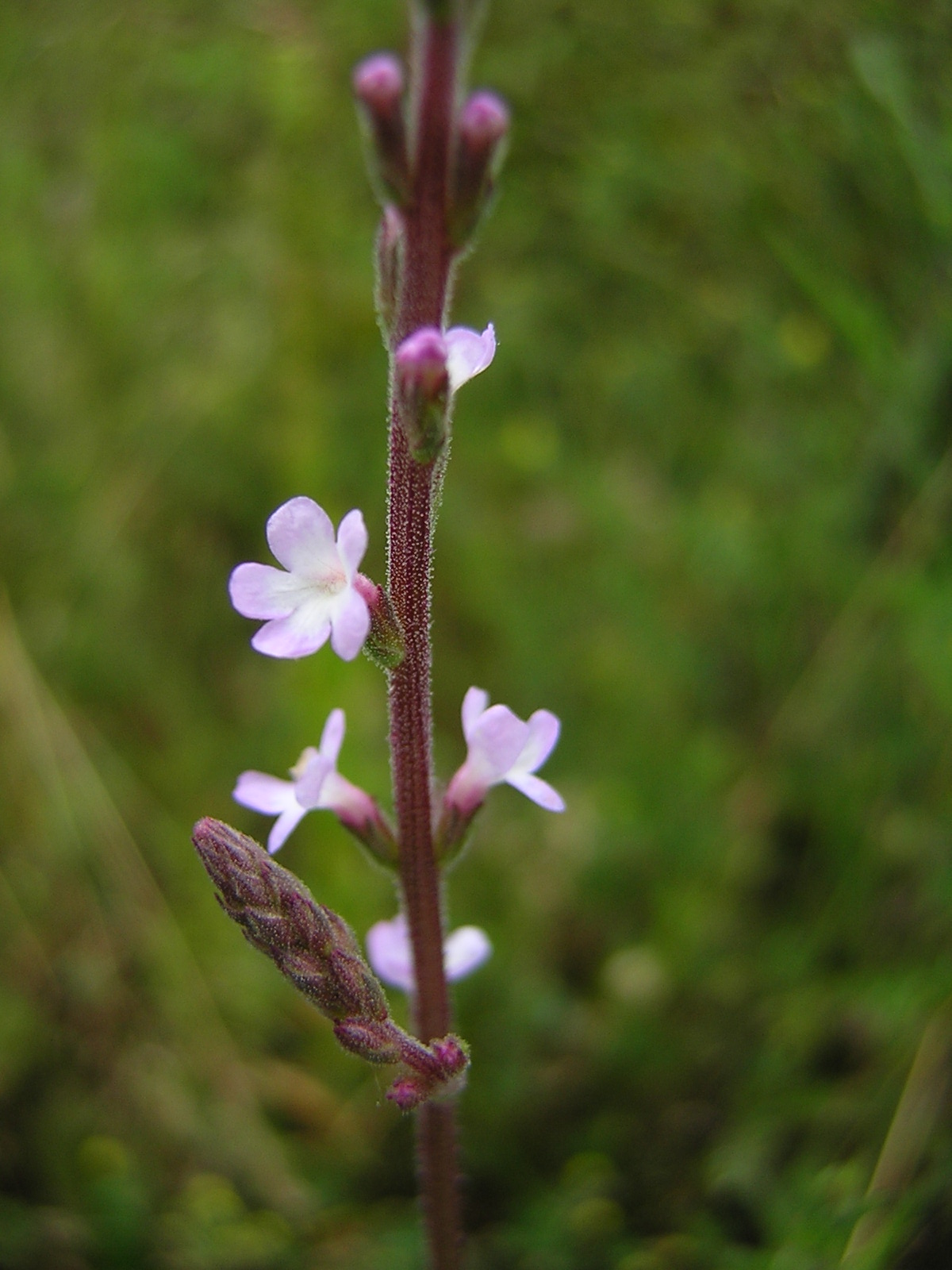
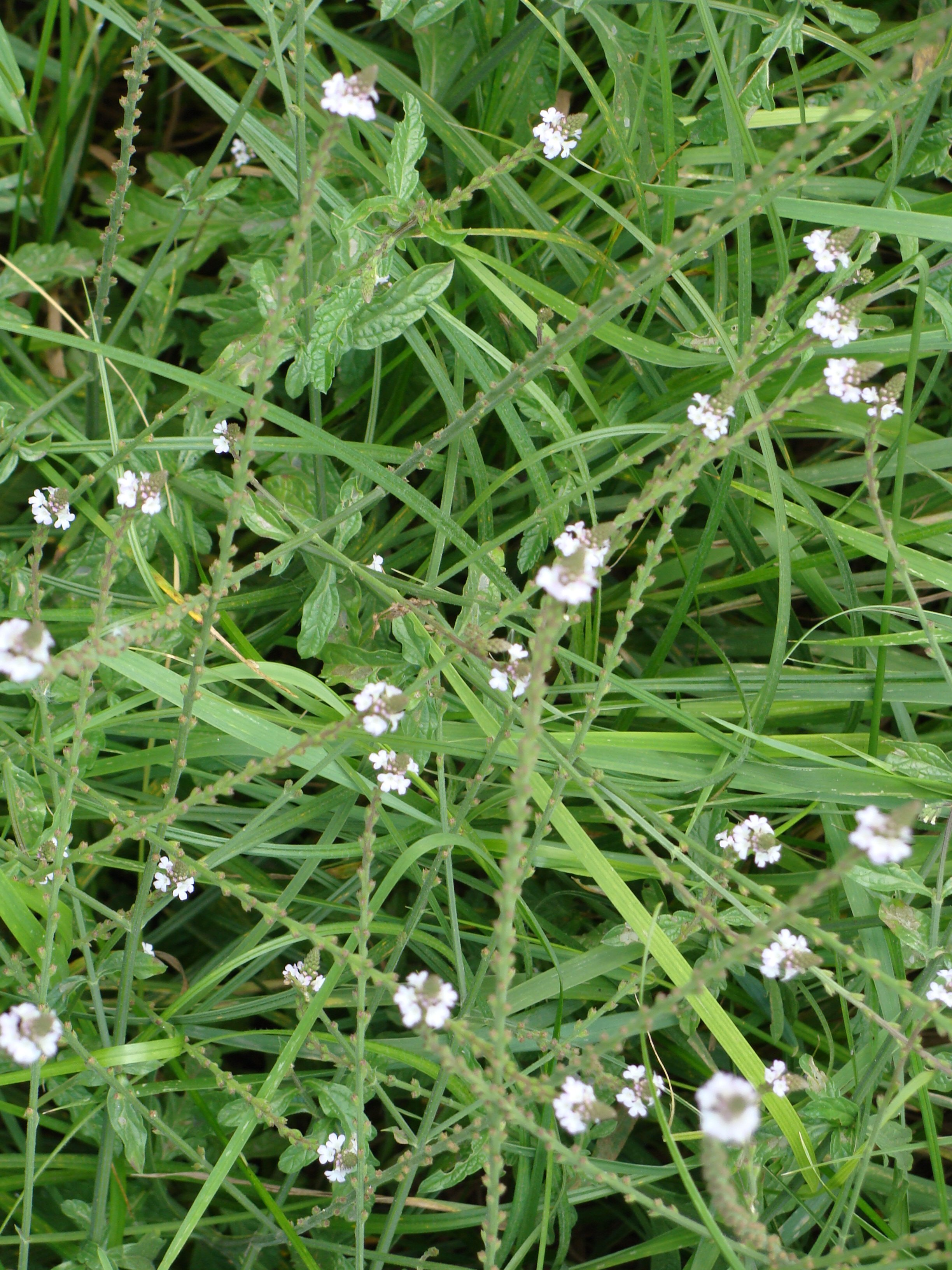
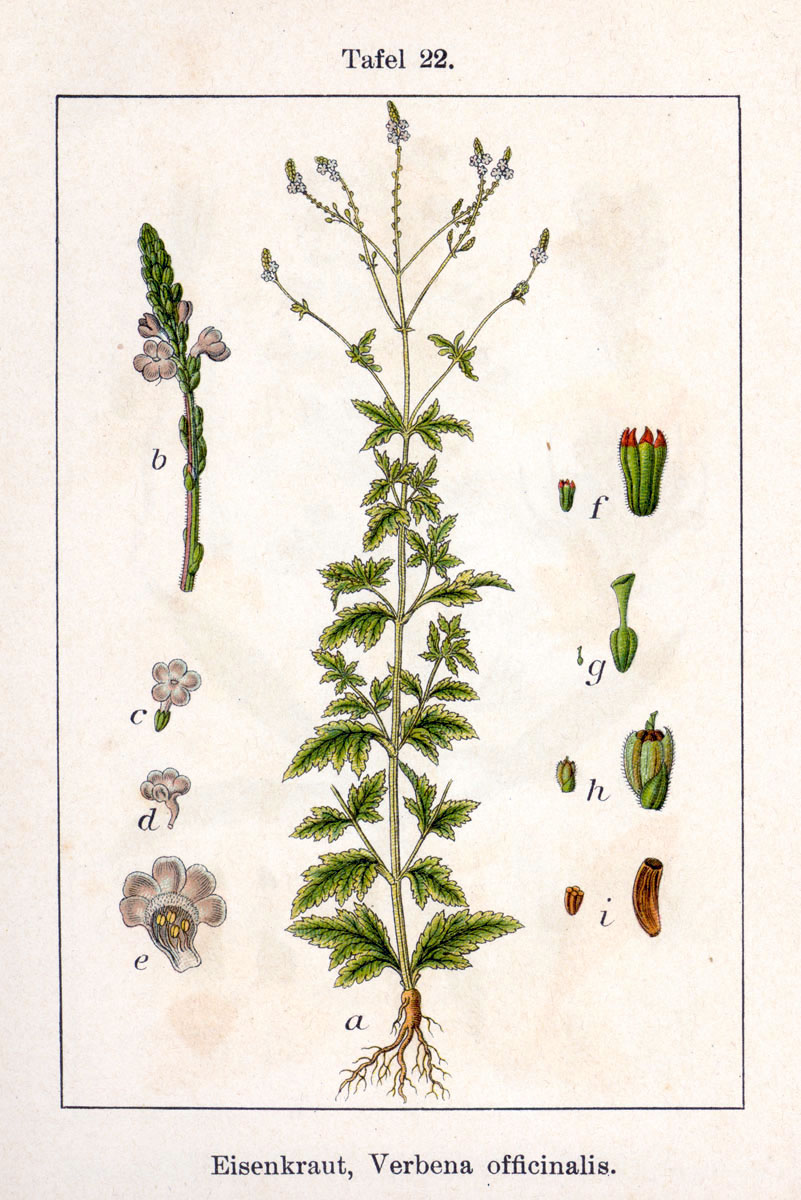